# Liste der Baudenkmale in Neubrandenburg
In der Liste der Baudenkmale in Neubrandenburg sind alle Baudenkmale der Stadt Neubrandenburg und ihrer Ortsteile aufgelistet (Stand: Dezember 2009).
Einzelheiten zu den Kunstdenkmälern sind zu finden in der Liste der Denkmäler, Brunnen und Skulpturen in Neubrandenburg.

## Denkmalbereiche
| ID | Lage                                                                | Bezeichnung                                                                   | Beschreibung | Bild |
| -- | ------------------------------------------------------------------- | ----------------------------------------------------------------------------- | ------------ | ---- |
|    | Weg am Hang 35                                                      | Kasernenkomplex (Kasernenblöcke 1-5 und Häuser 6, 7, 9 sowie Soldatendenkmal) |              |      |
|    | Rosenstraße 16-19                                                   | Straßenzug                                                                    |              |      |
|    | Große Wollweberstraße 1-49                                          | Straßenzug (mit Ausnahme 4-16 gerade)                                         |              |      |
|    | Turmstraße 1-29 (ungerade fortlaufend und 14-28 gerade fortlaufend) | Strassenzug                                                                   |              |      |

## Baudenkmale in den Ortsteilen

### Neubrandenburg
| ID | Lage                                                           | Bezeichnung | Beschreibung | Bild                                                                                              |
| -- | -------------------------------------------------------------- | --- | --- | ------------------------------------------------------------------------------------------------- |
|    | Stadtbefestigung (Karte)                                       | Stadtbefestigung mit: Stadtmauer | | Stadtbefestigung mit: Stadtmauer                                                                  |
|    | Stadtbefestigung (Karte)                                       | Stadtbefestigung mit: Wallanlage | | Stadtbefestigung mit: Wallanlage                                                                  |
|    | Stadtbefestigung (Karte)                                       | Stadtbefestigung mit: Wiekhausresten | | Stadtbefestigung mit: Wiekhausresten                                                              |
|    | Stadtbefestigung (Karte)                                       | Stadtbefestigung mit: Fangelturm | | Stadtbefestigung mit: Fangelturm                                                                  |
|    | Stadtbefestigung (Karte)                                       | Stadtbefestigung mit: Wehrturm von 1912 (Wiekhaus 8) 1. Ringstraße | | Stadtbefestigung mit: Wehrturm von 1912 (Wiekhaus 8) 1. Ringstraße                                |
|    | Stadtbefestigung (Karte)                                       | Stadtbefestigung mit den vier Stadttoranlagen: Friedländer Tor mit Zwinger | | Stadtbefestigung mit den vier Stadttoranlagen: Friedländer Tor mit Zwinger                        |
|    | Stadtbefestigung (Karte)                                       | Stadtbefestigung mit den vier Stadttoranlagen: Zwingermauern und Zingel | | Stadtbefestigung mit den vier Stadttoranlagen: Zwingermauern und Zingel                           |
|    | Stadtbefestigung (Karte)                                       | Stadtbefestigung mit den vier Stadttoranlagen: Neues Tor | | Stadtbefestigung mit den vier Stadttoranlagen: Neues Tor                                          |
|    | Stadtbefestigung (Karte)                                       | Stadtbefestigung mit den vier Stadttoranlagen: Stargarder Tor mit Vortor und Zwingermauern | | Stadtbefestigung mit den vier Stadttoranlagen: Stargarder Tor mit Vortor und Zwingermauern        |
|    | Stadtbefestigung (Karte)                                       | Stadtbefestigung mit den vier Stadttoranlagen: Treptower Tor mit Vortor und Zwingermauern | | Stadtbefestigung mit den vier Stadttoranlagen: Treptower Tor mit Vortor und Zwingermauern         |
|    | Große Krauthöferstraße 16 (Karte)                              | Alte katholische Kirche | Das Latücht (niederdeutsch für Laterne) ist ein Veranstaltungsgebäude und Kino in Neubrandenburg in Mecklenburg-Vorpommern. Es ist die ehemalige katholische Kirche Sankt Joseph. | Alte katholische Kirche                                                                           |
|    | Heidmühlenstraße 9 (Karte)                                     | Neue katholische Kirche | Nach dem Ende des Zweiten Weltkriegs wuchs die katholische Gemeinde in Neubrandenburg durch Kriegsflüchtlinge und Heimatvertriebene so stark an, dass die bisherige Kirche St. Joseph zu klein wurde. Nach Verhandlungen mit der Stadt wurde in den 1970er Jahren die Genehmigung für einen Neubau erteilt und der Gemeinde Bauland am damaligen Stadtrand angeboten.                                                                     | Neue katholische Kirche                                                                           |
|    | Pontanusstraße (Karte)                                         | Kirche St. Johannis mit Pistorius-Grabplatte | | Kirche St. Johannis mit Pistorius-Grabplatte                                                      |
|    | 2. Ringstraße (Karte)                                          | ehem. Franziskanerkloster | | ehem. Franziskanerkloster                                                                         |
|    | An der Marienkirche (Karte)                                    | Konzertkirche (alte St.-Marien-Kirche) | Mit dem Bau der St.-Marien-Kirche wurde bald nach der Stadtgründung 1248 begonnen. | Konzertkirche (alte St.-Marien-Kirche)                                                            |
|    | Straußstraße (Karte)                                           | Kirche St. Michael | Die Kapelle „St. Michael“ im Vogelviertel aus der Nachkriegszeit gehört zu den „Notkirchen“ und wurde vom Architekten Otto Bartning entworfen. | Kirche St. Michael                                                                                |
|    | Am Bahnhof 3 (Karte)                                           | ehem. Stall (mit Treppengiebel), heute Geschäftshaus | | ehem. Stall (mit Treppengiebel), heute Geschäftshaus                                              |
|    | Am Bahnhof 5/6 (Karte)                                         | Bahnhofsanlage mit Empfangsgebäude | Der Bahnhof Neubrandenburg ging 1864 in Betrieb. Architekt des Empfangsgebäudes war Richard Steche. | Bahnhofsanlage mit Empfangsgebäude                                                                |
|    | Am Bahnhof 5/6 (Karte)                                         | Bahnhofsanlage mit altem Ringlokschuppen | Auf der nördlichen, stadtabgewandten Seite liegt das frühere Bahnbetriebswerk, in dem eine Reihe von Bauten unter Denkmalschutz stehen. | Bahnhofsanlage mit altem Ringlokschuppen                                                          |
|    | Am Bahnhof 5/6 (Karte)                                         | Bahnhofsanlage mit neuem Ringlokschuppen | | Bahnhofsanlage mit neuem Ringlokschuppen                                                          |
|    | Am Bahnhof 5/6                                                 | Bahnhofsanlage mit Werkstatt (am neuen Ringlokschuppen) | | Bahnhofsanlage mit Werkstatt (am neuen Ringlokschuppen)                                           |
|    | Am Bahnhof 5/6 (Karte)                                         | Bahnhofsanlage mit zwei Wassertürmen (rund) | Beide Wassertürme stehen im Bahnbetriebswerk und sind ungenutzt. | Bahnhofsanlage mit zwei Wassertürmen (rund)                                                       |
|    | Am Bahnhof 5/6                                                 | Bahnhofsanlage mit Wasserturm von 1864 und Stellwerk W 2 | |                                                                                                   |
|    | Am Bahnhof 5/6 (Karte)                                         | Bahnhofsanlage mit Güterschuppen mit Bürohaus | Der Güterschuppen liegt östlich des Personenbahnhofs und wird von einer Gaststätte genutzt. | Bahnhofsanlage mit Güterschuppen mit Bürohaus                                                     |
|    | Am Neuen Friedhof (Karte)                                      | Denkmal „Der kleine Trompeter“ | | Denkmal „Der kleine Trompeter“                                                                    |
|    | Am Neuen Friedhof (Karte)                                      | Verwaltungsgebäude des Friedhofs | | Verwaltungsgebäude des Friedhofs                                                                  |
|    | Am Pferdemarkt 1 (Karte)                                       | Wohnhaus mit Fachwerkspeicher | | Wohnhaus mit Fachwerkspeicher                                                                     |
|    | An der Marienkirche (Karte)                                    | Boll-Gedenkstein | | Boll-Gedenkstein                                                                                  |
|    | Augustastraße 3/7 (Karte)                                      | ehem. TVA und RWN Werkhalle 8 | ehem. TVA und RWN Werkhalle 8 | ehem. TVA und RWN Werkhalle 8                                                                     |
|    | Augustastraße 8/10 (Karte)                                     | ehem. TVA und RWN Werkhalle 8 | | ehem. TVA und RWN Werkhalle 8                                                                     |
|    | Badeweg (am Jahn-Stadion)                                      | Denkmal für gefallene Turnbrüder 1914/18 | |                                                                                                   |
|    | Badeweg 2 (Karte)                                              | Wohnhaus | | Wohnhaus                                                                                          |
|    | Badstüberstraße 1 (Karte)                                      | Wohnhaus | | Wohnhaus                                                                                          |
|    | Badstüberstraße 2/4 (Karte)                                    | Wohnblock | | Wohnblock                                                                                         |
|    | Badstüberstraße 3/5/7 (Karte)                                  | Wohnblock | | Wohnblock                                                                                         |
|    | Badstüberstraße 6 (Karte)                                      | Wohnhaus | | Wohnhaus                                                                                          |
|    | Badstüberstraße 8 (Karte)                                      | Wohnhaus | | Wohnhaus                                                                                          |
|    | Badstüberstraße 9 (Karte)                                      | Wohnhaus | | Wohnhaus                                                                                          |
|    | Badstüberstraße 10 (Karte)                                     | Wohnhaus | | Wohnhaus                                                                                          |
|    | Badstüberstraße 11 (Karte)                                     | Wohnhaus | | Wohnhaus                                                                                          |
|    | Badstüberstraße 12 (Karte)                                     | Wohn- und Geschäftshaus | | Wohn- und Geschäftshaus                                                                           |
|    | Badstüberstraße 13 (Karte)                                     | Wohnhaus | | Wohnhaus                                                                                          |
|    | Badstüberstraße 14 (Karte)                                     | Wohn- und Geschäftshaus | | Wohn- und Geschäftshaus                                                                           |
|    | Badstüberstraße 15 (Karte)                                     | Wohnhaus | | Wohnhaus                                                                                          |
|    | Badstüberstraße 16 (Karte)                                     | Wohnhaus | | Wohnhaus                                                                                          |
|    | Badstüberstraße 18/20 (Karte)                                  | Wohnhaus | | Wohnhaus                                                                                          |
|    | Badstüberstraße 22 (Karte)                                     | Wohnhaus | | Wohnhaus                                                                                          |
|    | Beguinenstraße 1/3 (Karte)                                     | Wohnblock | | Wohnblock                                                                                         |
|    | Beguinenstraße 2 (Karte)                                       | Verwaltungsgebäude | | Verwaltungsgebäude                                                                                |
|    | Beguinenstraße 5/7 (Karte)                                     | Wohnblock | | Wohnblock                                                                                         |
|    | Behmenstraße 14 (Karte)                                        | ehem. Marstall | 1-gesch. Fachwerkbau von nach 1775 | ehem. Marstall                                                                                    |
|    | Behmenstraße 16 (Karte)                                        | Gemeindehaus (ehem. Marstall) | 2-gesch. sanierter Fachwerkbau von nach 1775 | Gemeindehaus (ehem. Marstall)                                                                     |
|    | Bergstraße 31 (am Schießstand)                                 | Kriegerdenkmal 1914/18 | |                                                                                                   |
|    | Bernhardstraße 1 (Karte)                                       | Wohnhaus | | Wohnhaus                                                                                          |
|    | Bernhardstraße 2 (Karte)                                       | Wohnhaus | | Wohnhaus                                                                                          |
|    | Bernhardstraße 3 (Karte)                                       | Wohnhaus | | Wohnhaus                                                                                          |
|    | Bernhardstraße 5 (Karte)                                       | Wohnhaus | | Wohnhaus                                                                                          |
|    | Bernhardstraße 7 (Karte)                                       | Wohnhaus | | Wohnhaus                                                                                          |
|    | Bienenweg 1 (Karte)                                            | ehem. Gewerbeschule (Volkshochschule) | | ehem. Gewerbeschule (Volkshochschule)                                                             |
|    | Bienenweg 3 / 5 / 7 / 9 / 11 / 13 / 15 / 17 / 19 / 21 (Karte)  | Reihenhaus | | Reihenhaus                                                                                        |
|    | Bienenweg 6 / 8 / 10 (Karte)                                   | Wohnhaus | | Wohnhaus                                                                                          |
|    | Bornmühlenstraße 2/4 (Karte)                                   | ehem. TVA und RWN östliches Pförtnerhaus und Verwaltungsgebäude (Haus 29, westl. Eingang) | | ehem. TVA und RWN östliches Pförtnerhaus und Verwaltungsgebäude (Haus 29, westl. Eingang)         |
|    | Buchenweg 1a/1b (Karte)                                        | Wohnhaus | |                                                                                                   |
|    | Burgholzstraße                                                 | Transformatorenhaus (rechts neben Nr. 7a/7b) | | Transformatorenhaus (rechts neben Nr. 7a/7b)                                                      |
|    | Burgholzstraße 1/3 (Karte)                                     | Wohnblock | |                                                                                                   |
|    | Burgholzstraße 5/7 (Karte)                                     | Wohnblock | |                                                                                                   |
|    | Burgholzstraße 7a/7b (Karte)                                   | Wohnblock | |                                                                                                   |
|    | Buttelstraße (Karte)                                           | Grabobelisk Siehl (bei der Kapelle) | | Grabobelisk Siehl (bei der Kapelle)                                                               |
|    | Buttelstraße 14 (Karte)                                        | Kapelle | Ehemalige Friedhofskapelle von 1864, neugotischer gelber Backsteinbau mit vorgesetztem dreigeschossigem Turm. Entwurf von Friedrich Wilhelm Buttel. | Kapelle                                                                                           |
|    | Clara-Zetkin-Straße (Karte)                                    | Clara-Zetkin-Denkmal | | Clara-Zetkin-Denkmal                                                                              |
|    | Darrenstraße 2 (Karte)                                         | ehem. Poliklinik der Volkspolizei (Ärztehaus), heute Polizei-Ausstellung und Verwaltung | | ehem. Poliklinik der Volkspolizei (Ärztehaus), heute Polizei-Ausstellung und Verwaltung           |
|    | Darrenstraße 15 (Karte)                                        | Kindergarten | | Kindergarten                                                                                      |
|    | Demminer Straße 18 (Karte)                                     | Wohnhaus | |                                                                                                   |
|    | Demminer Straße 42 (Karte)                                     | Albert-Einstein-Gymnasium | | Albert-Einstein-Gymnasium                                                                         |
|    | Demminer Straße 46/48 (Karte)                                  | ehem. Veterinäramt und Tierklinik | |                                                                                                   |
|    | Demminer Straße 43b (Karte)                                    | Wohn- und Verwaltungsgebäude (früher Demminer Str. 47) | |                                                                                                   |
|    | Dümperstraße 10 (Karte)                                        | Wohnhaus | | Wohnhaus                                                                                          |
|    | Dümperstraße 20/22 (Karte)                                     | Wohnblock | | Wohnblock                                                                                         |
|    | Fischerinsel (Karte)                                           | Fischerhaus | |                                                                                                   |
|    | Friedhof (Karte)                                               | Friedhof, Neuer, mit allen Grabmalen aus den 20er und 30er Jahren | |                                                                                                   |
|    | Friedhof                                                       | Friedhof, Neuer, Brunnen | |                                                                                                   |
|    | Friedhof                                                       | Friedhof, Neuer, Eckelmann-Grabstein | |                                                                                                   |
|    | Friedhof                                                       | Friedhof, Neuer, Soldaten- und Zwangsarbeitergräbern | |                                                                                                   |
|    |                                                                | Friedhof, Neuer, Antifaschisten-Ehrenmal | | Friedhof, Neuer, Antifaschisten-Ehrenmal                                                          |
|    |                                                                | Friedhof, Neuer, Ehrenmal für die ermordeten Frauen mit Skulptur | |                                                                                                   |
|    |                                                                | Friedhof, Neuer, sowjetischem Ehrenmal und sowjetischem Ehrenfriedhof mit Skulptur | |                                                                                                   |
|    | Friedländer Straße                                             | Gedenktafel Pflug (an der Zwingermauer des Friedländer Tores) | | Gedenktafel Pflug (an der Zwingermauer des Friedländer Tores)                                     |
|    | Friedländer Straße 1 (Karte)                                   | Wohn- und Geschäftshaus | |                                                                                                   |
|    | Friedländer Straße 2a/2b (Karte)                               | Wohnblock | | Wohnblock                                                                                         |
|    | Friedländer Straße 3 (Karte)                                   | Wohnhaus | | Wohnhaus                                                                                          |
|    | Friedländer Straße 4 (Karte)                                   | Wohnhaus und Gaststätte | | Wohnhaus und Gaststätte                                                                           |
|    | Friedländer Straße 5 (Karte)                                   | Wohnhaus | | Wohnhaus                                                                                          |
|    | Friedländer Straße 6 (Karte)                                   | Wohnhaus | | Wohnhaus                                                                                          |
|    | Friedländer Straße 7 (Karte)                                   | Wohnhaus | | Wohnhaus                                                                                          |
|    | Friedländer Straße 8 (Karte)                                   | Wohnhaus | | Wohnhaus                                                                                          |
|    | Friedländer Straße 9 (Karte)                                   | Wohnhaus | | Wohnhaus                                                                                          |
|    | Friedländer Straße 10 (Karte)                                  | Wohnhaus | | Wohnhaus                                                                                          |
|    | Friedländer Straße 11 (Karte)                                  | Wohnhaus | | Wohnhaus                                                                                          |
|    | Friedländer Straße 12 (Karte)                                  | Wohn- und Geschäftshaus | | Wohn- und Geschäftshaus                                                                           |
|    | Friedländer Straße 13 (Karte)                                  | Wohnhaus | | Wohnhaus                                                                                          |
|    | Friedländer Straße 14/16 (Karte)                               | Wohnblock | | Wohnblock                                                                                         |
|    | Friedländer Straße 15 (Karte)                                  | Wohn- und Geschäftshaus | | Wohn- und Geschäftshaus                                                                           |
|    | Friedländer Straße 17 (Karte)                                  | Wohnhaus | | Wohnhaus                                                                                          |
|    | Friedländer Straße 18/20 (Karte)                               | Wohnblock | | Wohnblock                                                                                         |
|    | Friedländer Straße 19 (Karte)                                  | Wohnhaus | | Wohnhaus                                                                                          |
|    | Friedrich-Engels-Ring (Ecke Jahnstraße) (Karte)                | Jahn-Büste | | Jahn-Büste                                                                                        |
|    | Friedrich-Engels-Ring (vor dem Friedländer Zingel)             | Prillwisse-Stein | | Prillwisse-Stein                                                                                  |
|    | Friedrich-Engels-Ring 1a (Karte)                               | Wohnhaus | | Wohnhaus                                                                                          |
|    | Friedrich-Engels-Ring 4/5 (Karte)                              | Wohnhaus | | Wohnhaus                                                                                          |
|    | Friedrich-Engels-Ring 6 (Karte)                                | Wohnhaus | | Wohnhaus                                                                                          |
|    | Friedrich-Engels-Ring 7 (Karte)                                | Wohnhaus | | Wohnhaus                                                                                          |
|    | Friedrich-Engels-Ring 7a (Karte)                               | Wohnhaus | | Wohnhaus                                                                                          |
|    | Friedrich-Engels-Ring 11 (Karte)                               | Verwaltungsgebäude | | Verwaltungsgebäude                                                                                |
|    | Friedrich-Engels-Ring 23 (Karte)                               | Wohnhaus | | Wohnhaus                                                                                          |
|    | Friedrich-Engels-Ring 24 (Karte)                               | Wohnhaus | | Wohnhaus                                                                                          |
|    | Friedrich-Engels-Ring 27 (Karte)                               | Wohnhaus | | Wohnhaus                                                                                          |
|    | Friedrich-Engels-Ring 34 (Karte)                               | Wohnhaus | | Wohnhaus                                                                                          |
|    | Friedrich-Engels-Ring 35 (Karte)                               | Wohnhaus | Alte Luhmannsche Villa | Wohnhaus                                                                                          |
|    | Friedrich-Engels-Ring 36 (Karte)                               | Wohnhaus | | Wohnhaus                                                                                          |
|    | Friedrich-Engels-Ring 37 (Karte)                               | Wohnhaus | | Wohnhaus                                                                                          |
|    | Friedrich-Engels-Ring 38 (Karte)                               | Wohnhaus | | Wohnhaus                                                                                          |
|    | Friedrich-Engels-Ring 39 (Karte)                               | Wohnhaus | | Wohnhaus                                                                                          |
|    | Friedrich-Engels-Ring 41 (Karte)                               | Wohnhaus | | Wohnhaus                                                                                          |
|    | Friedrich-Engels-Ring 44 (Karte)                               | Wohnhaus | | Wohnhaus                                                                                          |
|    | Friedrich-Engels-Ring 45 (Karte)                               | Wohnhaus | | Wohnhaus                                                                                          |
|    | Friedrich-Engels-Ring 46 (Karte)                               | Wohnhaus | | Wohnhaus                                                                                          |
|    | Friedrich-Engels-Ring 47 (Karte)                               | Wohnhaus | | Wohnhaus                                                                                          |
|    | Friedrich-Engels-Ring 48 (Karte)                               | Villa | | Villa                                                                                             |
|    | Friedrich-Engels-Ring 49 (Karte)                               | Wohnhaus | | Wohnhaus                                                                                          |
|    | Friedrich-Engels-Ring 54 (Karte)                               | Villa (Sparkasse) | | Villa (Sparkasse)                                                                                 |
|    | Fritz-Reuter-Straße 2 (Karte)                                  | Wohnhaus | | Wohnhaus                                                                                          |
|    | Fritz-Reuter-Straße 5 (Karte)                                  | Wohnhaus | | Wohnhaus                                                                                          |
|    | Fritz-Reuter-Straße 7a (Karte)                                 | Wohnhaus | | Wohnhaus                                                                                          |
|    | Fritz-Reuter-Straße 8 (Karte)                                  | Wohnhaus | | Wohnhaus                                                                                          |
|    | Fritz-Reuter-Straße 9 (Karte)                                  | Wohnhaus | | Wohnhaus                                                                                          |
|    | Fritz-Reuter-Straße 10 (Karte)                                 | Wohnhaus | | Wohnhaus                                                                                          |
|    | Fritz-Reuter-Straße 13 (Karte)                                 | Wohnhaus | | Wohnhaus                                                                                          |
|    | Fritz-Reuter-Straße 14 (Karte)                                 | Wohnhaus | | Wohnhaus                                                                                          |
|    | Fritz-Reuter-Straße 15 (Karte)                                 | Wohnhaus | | Wohnhaus                                                                                          |
|    | Fritz-Reuter-Straße 17/17a (Karte)                             | Wohnhaus | | Wohnhaus                                                                                          |
|    | Fritz-Reuter-Straße 18 (Karte)                                 | Wohnhaus | | Wohnhaus                                                                                          |
|    | (Karte)                                                        | Gedenkstätte mit Denkmal und Friedhof I | | Gedenkstätte mit Denkmal und Friedhof I                                                           |
|    |                                                                | Friedhof II und Friedhof III | |                                                                                                   |
|    | Gartenstraße 28 (Karte)                                        | Wohnhaus | | Wohnhaus                                                                                          |
|    | Gerichtsstraße 10 (Karte)                                      | ehem. Amtsgericht mit ehem. Gefängnis und Hofmauer | | ehem. Amtsgericht mit ehem. Gefängnis und Hofmauer                                                |
|    | Geschwister-Scholl-Straße 14 (Karte)                           | Wandreliefbild am Sportgymnasium | | Wandreliefbild am Sportgymnasium                                                                  |
|    | Goethestraße 2 (Karte)                                         | Wohnhaus | | Wohnhaus                                                                                          |
|    | Große Wollweberstraße 1 (Karte)                                | Pfarrhaus mit Wirtschaftsgebäude I und II | | Pfarrhaus mit Wirtschaftsgebäude I und II                                                         |
|    | Große Wollweberstraße 3/5 (Karte)                              | Wohnhaus | | Wohnhaus                                                                                          |
|    | Große Wollweberstraße 11/13 (Karte)                            | Pfarrhaus | | Pfarrhaus                                                                                         |
|    | Große Wollweberstraße 15 (Karte)                               | Wohnhaus | | Wohnhaus                                                                                          |
|    | Große Wollweberstraße 17 (Karte)                               | Wohnhaus | | Wohnhaus                                                                                          |
|    | Große Wollweberstraße 18 (Karte)                               | Wohnhaus | | Wohnhaus                                                                                          |
|    | Große Wollweberstraße 20 (Karte)                               | Wohnhaus | | Wohnhaus                                                                                          |
|    | Große Wollweberstraße 22 (Karte)                               | Dachstuhl des Wohnhauses | | Dachstuhl des Wohnhauses                                                                          |
|    | Große Wollweberstraße 23 (Karte)                               | Wohnhaus | | Wohnhaus                                                                                          |
|    | Große Wollweberstraße 24 (Karte)                               | Wohnhaus | Barockes Fachwerkhaus, 1877–1945 Herberge zur Heimat, karitative Unterkunft für wandernde Handwerker; heute Kunstsammlung | Wohnhaus                                                                                          |
|    | Große Wollweberstraße 25 (Karte)                               | Portal mit Haustür | | Portal mit Haustür                                                                                |
|    | Große Wollweberstraße 26 (Karte)                               | Wohnhaus | | Wohnhaus                                                                                          |
|    | Große Wollweberstraße 27 (Karte)                               | Wohnhaus | | Wohnhaus                                                                                          |
|    | Große Wollweberstraße 30 (Karte)                               | Wohnhaus | | Wohnhaus                                                                                          |
|    | Große Wollweberstraße 32 (Karte)                               | Wohnhaus | | Wohnhaus                                                                                          |
|    | Große Wollweberstraße 35                                       | Wohnhaus | |                                                                                                   |
|    | Große Wollweberstraße 49 (Karte)                               | Wohnhaus | | Wohnhaus                                                                                          |
|    | Hauerweg 12/14 (Karte)                                         | ehem. Gutshaus (Wohnhaus) | |                                                                                                   |
|    | Heidmühlenstraße 1 (Karte)                                     | Wohnhaus | | Wohnhaus                                                                                          |
|    | Herbordstraße 1 (Karte)                                        | Wohnhaus | | Wohnhaus                                                                                          |
|    | Herbordstraße 2 (Karte)                                        | Wohnhaus | | Wohnhaus                                                                                          |
|    | Herbordstraße 3 (Karte)                                        | Wohnhaus | | Wohnhaus                                                                                          |
|    | Herbordstraße 4 (Karte)                                        | Wohnhaus | | Wohnhaus                                                                                          |
|    | Herbordstraße 5 (Karte)                                        | Wohnhaus | | Wohnhaus                                                                                          |
|    | Herbordstraße 6 (Karte)                                        | Wohnhaus | | Wohnhaus                                                                                          |
|    | Herbordstraße 7 (Karte)                                        | Wohnhaus | | Wohnhaus                                                                                          |
|    | Hinterste Mühle 5                                              | Wohnhaus | gestrichen |                                                                                                   |
|    | Hinterste Mühle 10 (Karte)                                     | Stellwerk | |                                                                                                   |
|    | Ihlenfelder Straße 1                                           | Wandrelief an der ehem. Baustoffhandlung, jetzt Johannesstraße 1 | |                                                                                                   |
|    | Ihlenfelder Straße 7/8 (Karte)                                 | Wohnhaus | |                                                                                                   |
|    | Ihlenfelder Straße 34/36 (Karte)                               | Wohnhaus | |                                                                                                   |
|    | Ihlenfelder Straße 88 (Karte)                                  | Elektrizitätswerk mit Verwaltungsgebäude, ehem. Maschinenhaus, ehem. Wirtschaftsgebäude (giebelständig hinter dem Verwaltungsgebäude und Schaltanlagenhalle (auf dem Gelände hinten links, mit flachem Satteldach) | |                                                                                                   |
|    | Ihlenfelder Straße 109 (Karte)                                 | Verwaltungsgebäude des ehem. Meliorationskombinates Neubrandenburg | |                                                                                                   |
|    | Ihlenfelder Straße 116 (Karte)                                 | Zwei Gedenktafeln für KZ -Außenlager und Internierungslager | |                                                                                                   |
|    | Jahnstraße (Karte)                                             | Eisenbahnbogenbrücke über die Bahnstrecke Neubrandenburg–Malchin im Kreuzungsbereich mit der ehem. Bahnstrecke Neubrandenburg–Friedland im Bereich Flur 13, Flurstück 57 und Flur 14, Flurstück 399/4              | |                                                                                                   |
|    | Jahnstraße 1                                                   | Wohnhaus -gestrichen- | |                                                                                                   |
|    | Jahnstraße 2 (Karte)                                           | Wohnhaus | | Wohnhaus                                                                                          |
|    | Jahnstraße 3 (Karte)                                           | ehem. Vierrademühle, Haus 8 (ehem. großer Speicher) | Im Jahr 1271 wurde die Mühle erstmals urkundlich erwähnt. Bauherr war Bernhard von Raven, ein Sohn des Stadtgründers Herbord von Raven. Für die Wassermühle wurde der natürliche Abfluss des Tollensesees verschlossen und der See dadurch um etwa 80 cm aufgestaut. Der Oberbach wurde als 860 Meter langer Kanal angelegt und trieb vier unterschlächtige Wasserräder an. Von diesen vier Rädern leitet sich der Name Vierrademühle ab. | ehem. Vierrademühle, Haus 8 (ehem. großer Speicher)                                               |
|    | Jahnstraße 3a (Karte)                                          | ehem. Vierrademühle, Haus 1–3 (ehem. Produktionsgebäude mit ehem. Maschinenhaus) | | ehem. Vierrademühle, Haus 1–3 (ehem. Produktionsgebäude mit ehem. Maschinenhaus)                  |
|    | Jahnstraße 3b (Karte)                                          | ehem. Vierrademühle, Haus 4 (ehem. Wohnhaus) | | ehem. Vierrademühle, Haus 4 (ehem. Wohnhaus)                                                      |
|    | Jahnstraße 3c (Karte)                                          | ehem. Vierrademühle, Haus 5 (ehem. Fachwerkspeicher) | | ehem. Vierrademühle, Haus 5 (ehem. Fachwerkspeicher)                                              |
|    | Jahnstraße 3e (Karte)                                          | ehem. Vierrademühle, Haus 7 (ehem. Pferdestall) | | ehem. Vierrademühle, Haus 7 (ehem. Pferdestall)                                                   |
|    | Jahnstraße 4 (Karte)                                           | Wohnhaus | | Wohnhaus                                                                                          |
|    | Jahnstraße 6 (Karte)                                           | Wohnhaus | | Wohnhaus                                                                                          |
|    | Jahnstraße 7 (Karte)                                           | Wohnhaus | | Wohnhaus                                                                                          |
|    | Jahnstraße 11 (Karte)                                          | Villa | | Villa                                                                                             |
|    | Jahnstraße 43 (Karte)                                          | Wohnhaus | | Wohnhaus                                                                                          |
|    | Johannesstraße 1                                               | Wandbild an der ehem. Baustoffhandlung | |                                                                                                   |
|    | John-Schehr-Straße 1–5 (Karte)                                 | Wirtschaftsgebäude (Haus 3) des Wasserwerkes | | Wirtschaftsgebäude (Haus 3) des Wasserwerkes                                                      |
|    | Juri-Gagarin-Ring 18 (Karte)                                   | Wandbild (am Ernst-Alban-Gymnasium) | |                                                                                                   |
|    | Katharinenstraße 1 (Karte)                                     | 1. Realschule (Fritz-Reuter-Schule) und 1. Grundschule (Uns Hüsung) und Turnhalle | | 1. Realschule (Fritz-Reuter-Schule) und 1. Grundschule (Uns Hüsung) und Turnhalle                 |
|    | Katharinenstraße 2 (Karte)                                     | Wohnhaus | | Wohnhaus                                                                                          |
|    | Katharinenstraße 6 (Karte)                                     | Wohnhaus | | Wohnhaus                                                                                          |
|    | Katharinenstraße 8 (Karte)                                     | Wohnhaus | | Wohnhaus                                                                                          |
|    | Katharinenstraße 20 (Karte)                                    | Wohnhaus | | Wohnhaus                                                                                          |
|    | Katharinenstraße 34 (Karte)                                    | Portal | |                                                                                                   |
|    | Katharinenstraße 60b (Karte)                                   | ehem. Auktionshalle (Sporthalle) | |                                                                                                   |
|    | Kleine Wollweberstraße 7 (Karte)                               | Wohnhaus | | Wohnhaus                                                                                          |
|    | Koszaliner Straße 1/3/5/7 (Karte)                              | Wohnblock | Erster je gebauter WBS-70-Block der DDR. | Wohnblock                                                                                         |
|    | (zwischen Stadtkern und Tollensesee) (Karte)                   | Parkanlage mit Skulpturen | | Parkanlage mit Skulpturen                                                                         |
|    | Lessingstraße 1 (Karte)                                        | Gymnasium | | Gymnasium                                                                                         |
|    | Lessingstraße 7 (Karte)                                        | Wohnhaus | |                                                                                                   |
|    | Lindenstraße 2a (Karte)                                        | Wohnhaus | | Wohnhaus                                                                                          |
|    | Lindenstraße 5 (Karte)                                         | Villa | |                                                                                                   |
|    | Lindenstraße 6/6b (Karte)                                      | ehem. Sanatorium (Wohnhaus) | | ehem. Sanatorium (Wohnhaus)                                                                       |
|    | Lindenstraße 7 (Karte)                                         | Wohnhaus | | Wohnhaus                                                                                          |
|    | Lindenstraße 10 (Karte)                                        | Wohnhaus | | Wohnhaus                                                                                          |
|    | Lindenstraße 12 (Karte)                                        | Villa | | Villa                                                                                             |
|    | Lindenstraße 47–59 (ungerade fortlaufend) (Karte)              | ehem. TVA und RWN, Kulturhaus | | ehem. TVA und RWN, Kulturhaus                                                                     |
|    | Lindenstraße 65 (Karte)                                        | ehem. TVA und RWN, westliches Pförtnerhaus | |                                                                                                   |
|    | Lindenstraße 67                                                | ehem. TVA und RWN, Verwaltungsgebäude Haus 29 (giebelseitiger Eingang) | |                                                                                                   |
|    | Malzstraße 100 (Karte)                                         | Wohnhaus | |                                                                                                   |
|    | Markgrafenstraße 2 (Karte)                                     | Wohn- und Geschäftshaus | |                                                                                                   |
|    | Marktplatz 1 (Karte)                                           | Haus der Kultur und Bildung | | Haus der Kultur und Bildung                                                                       |
|    | Morgenlandstraße                                               | Straßenprofil mit Pflasterung, Gehweg und Vorgärten | |                                                                                                   |
|    | Morgenlandstraße 3 (Karte)                                     | Villa | | Villa                                                                                             |
|    | Morgenlandstraße 4 (Karte)                                     | Wohnhaus | | Wohnhaus                                                                                          |
|    | Morgenlandstraße 8 (Karte)                                     | Wohnhaus | | Wohnhaus                                                                                          |
|    | Morgenlandstraße 29 (Karte)                                    | Wohnhaus | | Wohnhaus                                                                                          |
|    | Morgenlandstraße 30 (Karte)                                    | Wohnhaus | |                                                                                                   |
|    | Morgenlandstraße 31 (Karte)                                    | Wohnhaus | | Wohnhaus                                                                                          |
|    | Morgenlandstraße 33 (Karte)                                    | Wohnhaus | | Wohnhaus                                                                                          |
|    | Morgenlandstraße 34 (Karte)                                    | Wohnhaus | | Wohnhaus                                                                                          |
|    | Morgenlandstraße 35 (Karte)                                    | Wohnhaus | | Wohnhaus                                                                                          |
|    | Mühlenholz                                                     | Ruine der Papiermühle | |                                                                                                   |
|    | Nemerower Holz (Karte)                                         | Aussichtsturm Behmshöhe | | Aussichtsturm Behmshöhe                                                                           |
|    | Nemerower Holz (Karte)                                         | Arion-Stein | | Arion-Stein                                                                                       |
|    | Nemerower Straße 11 (Karte)                                    | ehem. TVA und RWN, Kulturhaus (nördl. Eingang) | |                                                                                                   |
|    | Nemerower Straße 16                                            | ehem. TVA und RWN, Werkhalle 9 | |                                                                                                   |
|    | Nemerower Straße 18/20 (Karte)                                 | ehem. TVA und RWN, Werkhalle 7 | |                                                                                                   |
|    | Neustrelitzer Straße 2 (Karte)                                 | Wohnhaus | | Wohnhaus                                                                                          |
|    | Neustrelitzer Straße 4 (Karte)                                 | Wohnhaus | | Wohnhaus                                                                                          |
|    | Neustrelitzer Straße 16 (Karte)                                | Wohnhaus | |                                                                                                   |
|    | Neustrelitzer Straße 18 (Karte)                                | Wohnhaus | |                                                                                                   |
|    | Neustrelitzer Straße 20 (Karte)                                | Wohnhaus | | Wohnhaus                                                                                          |
|    | Neustrelitzer Straße 121 (Karte)                               | ehem. Rettungshaus Bethanien (Verwaltungsgebäude) | | ehem. Rettungshaus Bethanien (Verwaltungsgebäude)                                                 |
|    | Neustrelitzer Straße 16 (Karte)                                | Wohn- und Geschäftshaus | | Wohn- und Geschäftshaus                                                                           |
|    | Neutorstraße 22 (Karte)                                        | Tessenow-Haus | 2-gesch. achtachsiges klassizistisches Haus mit Krüppelwalmdach vom Anfang des 19. Jahrhunderts | Tessenow-Haus                                                                                     |
|    | Neutorstraße 24 (Karte)                                        | Wohn- und Geschäftshaus | | Wohn- und Geschäftshaus                                                                           |
|    | Neutorstraße 32 (Karte)                                        | Wohn- und Geschäftshaus mit Speichergebäude I und II (im Hof) | | Wohn- und Geschäftshaus mit Speichergebäude I und II (im Hof)                                     |
|    | Neutorstraße 26 (Karte)                                        | Wohn- und Geschäftshaus | 2-gesch. Fachwerkhaus | Wohn- und Geschäftshaus                                                                           |
|    | Nonnenhofer Straße 15–29 (ungerade fortlaufend) (Karte)        | ehem. TVA und RWN, Werkhalle 12 mit Wandbild | |                                                                                                   |
|    | Oberbach                                                       | Kanal zwischen Tollensesee und Vierradmühle) | |                                                                                                   |
|    | Parkstraße 2 (Karte)                                           | Stadthalle | | Stadthalle                                                                                        |
|    | Pfaffenstraße 12 (Karte)                                       | Wohn- und Geschäftshaus | | Wohn- und Geschäftshaus                                                                           |
|    | Pfaffenstraße 14 (Karte)                                       | Wohnhaus | | Wohnhaus                                                                                          |
|    | Pfaffenstraße 18 (Karte)                                       | ehem. Druckerei Greve (Verwaltungsgebäude) | | ehem. Druckerei Greve (Verwaltungsgebäude)                                                        |
|    | Pfaffenstraße 20/22 (Karte)                                    | Schauspielhaus | Das Schauspielhaus Neubrandenburg ist das älteste erhaltene Theatergebäude in Mecklenburg-Vorpommern. | Schauspielhaus                                                                                    |
|    | Pfaffenstraße 24 (Karte)                                       | Altes Krankenhaus | | Altes Krankenhaus                                                                                 |
|    | Pontanusstraße (Karte)                                         | Meilenstein (an der Johanniskirche) | | Meilenstein (an der Johanniskirche)                                                               |
|    | Pontanusstraße                                                 | Wegweiserstein (an der Johanniskirche) | |                                                                                                   |
|    | Poststraße (Karte)                                             | Synagogenmahnmal | | Synagogenmahnmal                                                                                  |
|    | Poststraße 4 (Karte)                                           | Fernmeldeamt | | Fernmeldeamt                                                                                      |
|    | Prenzlauer Straße 2/4/6 (Karte)                                | Wohnblock | | Wohnblock                                                                                         |
|    | Robert-Blum-Straße 1 (Karte)                                   | Wohnhaus | | Wohnhaus                                                                                          |
|    | Robert-Blum-Straße 2 (Karte)                                   | Wohnhaus | | Wohnhaus                                                                                          |
|    | Robert-Blum-Straße 3 (Karte)                                   | Wohnhaus | | Wohnhaus                                                                                          |
|    | Robert-Blum-Straße 5 (Karte)                                   | Wohnhaus | | Wohnhaus                                                                                          |
|    | Robert-Blum-Straße 7 (Karte)                                   | Wohnhaus | | Wohnhaus                                                                                          |
|    | Robert-Blum-Straße 9 (Karte)                                   | Wohnhaus | | Wohnhaus                                                                                          |
|    | Robert-Blum-Straße 14 (Karte)                                  | Wohnhaus | | Wohnhaus                                                                                          |
|    | Robert-Blum-Straße 41 (Karte)                                  | Wohnhaus | | Wohnhaus                                                                                          |
|    | Rosenstraße 8 (Karte)                                          | Wohnhaus | | Wohnhaus                                                                                          |
|    | Rosenstraße 12 (Karte)                                         | Wohnhaus | | Wohnhaus                                                                                          |
|    | Rostocker Straße 4 (Karte)                                     | Villa | | Villa                                                                                             |
|    | Rostocker Straße 30 (Karte)                                    | Wohnhaus | | Wohnhaus                                                                                          |
|    | Rostocker Straße 33 (Karte)                                    | ehem. Schlachthof mit Verwaltungsgebäude (Gaststätte) Halle I, Halle II, Kühlturm und Schornstein | | ehem. Schlachthof mit Verwaltungsgebäude (Gaststätte) Halle I, Halle II, Kühlturm und Schornstein |
|    | Sankt Georg 1 (Karte)                                          | Kapelle St. Georg | Ehemalige Hospitalkapelle. Kleiner gotischer Backsteinbau aus dem 14. Jahrhundert mit Dachturm und oktogonaler Laterne aus dem 18. Jahrhundert. | Kapelle St. Georg                                                                                 |
|    | Sankt Georg 1a/1b (Karte)                                      | Wohnhaus | | Wohnhaus                                                                                          |
|    | Sankt Georg 4 (Karte)                                          | ehem. Wohnhaus (Hotel) | | ehem. Wohnhaus (Hotel)                                                                            |
|    | Sankt Georg 6 (Karte)                                          | ehem. Wohnhaus (Hotel) | | ehem. Wohnhaus (Hotel)                                                                            |
|    | Schillerstraße 1 (Karte)                                       | Wohnhaus | | Wohnhaus                                                                                          |
|    | Schillerstraße 2 (Karte)                                       | Wohnhaus | | Wohnhaus                                                                                          |
|    | Schillerstraße 3 (Karte)                                       | Wohnhaus | | Wohnhaus                                                                                          |
|    | Schillerstraße 7 (Karte)                                       | Wohnhaus | |                                                                                                   |
|    | Schillerstraße 10 (Karte)                                      | Wohnhaus | | Wohnhaus                                                                                          |
|    | Schillerstraße 11 (Karte)                                      | Wohnhaus | | Wohnhaus                                                                                          |
|    | Schillerstraße 16 (Karte)                                      | Villa | | Villa                                                                                             |
|    | Schulstraße 1 / 2 / 3 / 4 / 5 (Karte)                          | Wohnblock | | Wohnblock                                                                                         |
|    | Schwedenstraße 1 (Karte)                                       | Haustür und zweigeschossige Loggia | | Haustür und zweigeschossige Loggia                                                                |
|    | Schwedenstraße 2 (Karte)                                       | Haustür | | Haustür                                                                                           |
|    | Schwedenstraße 7 (Karte)                                       | Wohnhaus | | Wohnhaus                                                                                          |
|    | Schwedenstraße 9 (Karte)                                       | Wohnhaus | | Wohnhaus                                                                                          |
|    | Schwedenstraße 11 (Karte)                                      | Villa | | Villa                                                                                             |
|    | Schwedenstraße 13 (Karte)                                      | Wohnhaus | | Wohnhaus                                                                                          |
|    | Schwedenstraße 14 (Karte)                                      | Wohnhaus | | Wohnhaus                                                                                          |
|    | Schwedenstraße 15 (Karte)                                      | Wohnhaus | |                                                                                                   |
|    | Schwedenstraße 16 (Karte)                                      | Wohnhaus und Gitterzaun | | Wohnhaus und Gitterzaun                                                                           |
|    | Schwedenstraße 19 (Karte)                                      | Wohnhaus | | Wohnhaus                                                                                          |
|    | Sonnenkamp 5 (Karte)                                           | Wohnhaus | | Wohnhaus                                                                                          |
|    | Sonnenkamp 2/4 (Karte)                                         | Wohnhaus | | Wohnhaus                                                                                          |
|    | Sonnenkamp 3/4 (Karte)                                         | Speicher (19. Jh.) | | Speicher (19. Jh.)                                                                                |
|    | Sponholzer Straße 2 (Karte)                                    | Gedenkstein zum Wiederaufbau | | Gedenkstein zum Wiederaufbau                                                                      |
|    | Sponholzer Straße 8 (Karte)                                    | Kindergarten | | Kindergarten                                                                                      |
|    | Sponholzer Straße 18 (Karte)                                   | ehem. Berufsschule des Wohnungsbaukombinates mit Schulgebäude, Kantine, Turnhalle | |                                                                                                   |
|    | Sponholzer Straße 18a (Karte)                                  | Internatsgebäude Block A | |                                                                                                   |
|    | Sponholzer Straße 18b (Karte)                                  | Internatsgebäude Block B | |                                                                                                   |
|    | Sponholzer Straße 18c (Karte)                                  | Internatsgebäude Block C | |                                                                                                   |
|    | Sponholzer Straße 18d (Karte)                                  | rückwärtiges Internatsgebäude (Block D) | |                                                                                                   |
|    | Stargarder Straße (Karte)                                      | Fritz-Reuter-Denkmal | | Fritz-Reuter-Denkmal                                                                              |
|    | Stargarder Straße                                              | Mudder-Schulten-Brunnen | | Mudder-Schulten-Brunnen                                                                           |
|    | Stargarder Straße (Karte)                                      | Karl-Marx-Denkmal | Die Statue ist ein Werk des Bildhauers Gerhard Thieme. | Weitere Bilder                                                                                    |
|    | Stargarder Straße 5 (Karte)                                    | Wohn- und Geschäftshaus | | Wohn- und Geschäftshaus                                                                           |
|    | Stargarder Straße 7/9/11 (Karte)                               | Wohnblock | | Wohnblock                                                                                         |
|    | Stargarder Straße 6 (Karte)                                    | Haus der Kultur und Bildung, Regionalbibliothek, Nordeingang | | Haus der Kultur und Bildung, Regionalbibliothek, Nordeingang                                      |
|    | Stargarder Straße 8 (Karte)                                    | Haus der Kultur und Bildung, Turm und ehem. Ausstellungshalle | | Haus der Kultur und Bildung, Turm und ehem. Ausstellungshalle                                     |
|    | Stargarder Straße 9 (Karte)                                    | Tabakladen: Ladeneinrichtung | |                                                                                                   |
|    | Stargarder Straße 10 a/b (Karte)                               | ehem. Hotel (Büro- und Geschäftshaus) | | ehem. Hotel (Büro- und Geschäftshaus)                                                             |
|    | Stargarder Straße 13/15/17 (Karte)                             | Wohnblock | | Wohnblock                                                                                         |
|    | Stargarder Straße 14 (Karte)                                   | Wohn- und Geschäftshaus | | Wohn- und Geschäftshaus                                                                           |
|    | Stargarder Straße 19 (Karte)                                   | Kaufhaus, ehem. Centrum Warenhaus, ab den 1990ern Galeria Kaufhof | | Kaufhaus, ehem. Centrum Warenhaus, ab den 1990ern Galeria Kaufhof                                 |
|    | Stargarder Straße 16/18/20 (Karte)                             | Wohnblock | | Wohnblock                                                                                         |
|    | Stargarder Straße 35 (Karte)                                   | Wohnhaus | In diesem Haus lebte der Schriftsteller Fritz Reuter von 1859 bis 1861. | Wohnhaus                                                                                          |
|    | Stargarder Straße 37 (Karte)                                   | Wohnhaus und Gaststätte „Fürstenkeller“ mit Gewölbekeller | | Wohnhaus und Gaststätte „Fürstenkeller“ mit Gewölbekeller                                         |
|    | Stargarder Straße 41 (Karte)                                   | Keller mit Tonnengewölbe um 1800 und Außentreppe | | Keller mit Tonnengewölbe um 1800 und Außentreppe                                                  |
|    | Stargarder Straße 43 (Karte)                                   | Wohnhaus | | Wohnhaus                                                                                          |
|    | Stargarder Tor 4 (Karte)                                       | ehem. Lohmühle (Gasthaus) | | ehem. Lohmühle (Gasthaus)                                                                         |
|    | Südbahnstraße 7 (Karte)                                        | Wohnhaus mit Gartenhaus | | Wohnhaus mit Gartenhaus                                                                           |
|    | Südbahnstraße 8/8a (Karte)                                     | Wohnhaus / Gericht | | Wohnhaus / Gericht                                                                                |
|    | Südbahnstraße 12 (Karte)                                       | Wohnhaus | | Wohnhaus                                                                                          |
|    | Südbahnstraße 15 (Karte)                                       | Wohnhaus | | Wohnhaus                                                                                          |
|    | Südbahnstraße 18 (Karte)                                       | Wohn- und Geschäftshaus – gestrichen – | | Wohn- und Geschäftshaus – gestrichen –                                                            |
|    | Tannenkrug 3 (Karte)                                           | ehem Forsthaus (Wohnhaus) | | ehem Forsthaus (Wohnhaus)                                                                         |
|    | Tollensesee (nördlicher Teil) (Karte)                          | Ruine des Torpedoabschuß- und Kontrollturmes der Torpedoversuchsanstalt | | Ruine des Torpedoabschuß- und Kontrollturmes der Torpedoversuchsanstalt                           |
|    | Treptower Straße 38 (Karte)                                    | ehem. Telegraphenamt (Verwaltungsgebäude) | | ehem. Telegraphenamt (Verwaltungsgebäude)                                                         |
|    | Turmstraße 14 (Karte)                                          | Wohnhaus- und Gaststätte | | Wohnhaus- und Gaststätte                                                                          |
|    | Turmstraße 27/29 (Karte)                                       | Wohn- und Geschäftshaus | | Wohn- und Geschäftshaus                                                                           |
|    | Turmstraße 28 (Karte)                                          | Wohnhaus und Gaststätte | | Wohnhaus und Gaststätte                                                                           |
|    | Voßstraße (Karte)                                              | Straßenprofil mit Pflasterung, Gehwegen und Vorgärten | | Straßenprofil mit Pflasterung, Gehwegen und Vorgärten                                             |
|    | Voßstraße 1 (Karte)                                            | Wohnhaus | |                                                                                                   |
|    | Voßstraße 6 (Karte)                                            | Wohnhaus | | Wohnhaus                                                                                          |
|    | Voßstraße 7 (Karte)                                            | Wohn- und Geschäftshaus | | Wohn- und Geschäftshaus                                                                           |
|    | Voßstraße 9 (Karte)                                            | Wohn- und Geschäftshaus | | Wohn- und Geschäftshaus                                                                           |
|    | Waagestraße 2/2a/2b (Karte)                                    | Wandbilder Friedenstaubenmosaik (jeweils neben der Eingangstür) | | Wandbilder Friedenstaubenmosaik (jeweils neben der Eingangstür)                                   |
|    | Wallanlage (zwischen Stargarder und Neuem Tor)                 | VVN-Stein | |                                                                                                   |
|    | Wallanlage (zwischen Stargarder und Neuem Tor) (Karte)         | Gellert-Gedenkstein | | Gellert-Gedenkstein                                                                               |
|    | Wallanlage (ausgangs der Großen Wollweberstraße) B 446 (Karte) | Ernst-Lübbert-Gedenkstein | | Ernst-Lübbert-Gedenkstein                                                                         |
|    | Wartlaustraße 2/4/6/8 (Karte)                                  | Wohnhaus | | Wohnhaus                                                                                          |
|    | Wartlaustraße 1/3/5/7 (Karte)                                  | Wohnhaus | | Wohnhaus                                                                                          |
|    | Wartlaustraße 4 (Karte)                                        | Harry-Gedenktafel | | Harry-Gedenktafel                                                                                 |
|    | Weg am Hang (Karte)                                            | Lazarettfriedhof | |                                                                                                   |
|    | Weg am Hang 35 (Karte)                                         | Kaserne, Soldatendenkmal | |                                                                                                   |
|    | Weg am Hang 35                                                 | Kaserne, Haus Nr. 8, Wandreliefbild | |                                                                                                   |
|    | 2. Werderstraße 5 (Karte)                                      | Eiskeller | | Eiskeller                                                                                         |
|    | Wilhelm-Külz-Straße 9 (Karte)                                  | Haustür | |                                                                                                   |
|    | Wilhelm-Külz-Straße 13 (Karte)                                 | ehem. Arbeitsamt (zuvor Krankenhaus), seit 2017 Wohngebäude | | ehem. Arbeitsamt (zuvor Krankenhaus), seit 2017 Wohngebäude                                       |
|    | Windbergsweg 3 (Karte)                                         | Wohnhaus | | Wohnhaus                                                                                          |
|    | Windbergsweg 12 (Karte)                                        | Villa | | Villa                                                                                             |
|    | Wolgaster Straße 12 (Karte)                                    | Antifaschisten-Gedenktafel | |                                                                                                   |
|    | Ziegelbergstraße 27 (Karte)                                    | Pestalozzi-Schule | | Pestalozzi-Schule                                                                                 |
|    | Ziegelbergstraße 42/44 (Karte)                                 | Wohnhaus | | Wohnhaus                                                                                          |
|    | Ziolkowskistraße 2 (Karte)                                     | Wandbild „Kinder, Träume, Zukunft“ (an der ehem. Schülergaststätte) | | Wandbild „Kinder, Träume, Zukunft“ (an der ehem. Schülergaststätte)                               |

### Broda
| ID | Lage                     | Bezeichnung                                                                     | Beschreibung                                                                     | Bild                                                                            |
| -- | ------------------------ | ------------------------------------------------------------------------------- | -------------------------------------------------------------------------------- | ------------------------------------------------------------------------------- |
|    | Brodaer Holz (Karte)     | Belvedere und Treppen- und Platzanlage am Tollensesee-Steilufer                 | Früheres Sommerpalais der Mecklenburg-Strelitzer Herzogsfamilie am Brodaer Holz. | Weitere Bilder                                                                  |
|    | Brodaer Holz (Karte)     | Gedenkstein Friedrich Ludwig Jahn                                               |                                                                                  | Gedenkstein Friedrich Ludwig Jahn                                               |
|    | Seestraße (Karte)        | Alter Friedhof                                                                  |                                                                                  |                                                                                 |
|    | Ölmühlenstraße 4 (Karte) | Klosterberg, ehem. Amtshaus mit gotischem Kloster-Keller und Wirtschaftsgebäude |                                                                                  | Klosterberg, ehem. Amtshaus mit gotischem Kloster-Keller und Wirtschaftsgebäude |
|    | Ölmühlenstraße           | Ölmühlenbach (Altlauf)                                                          |                                                                                  |                                                                                 |

### Küssow
| ID | Lage                    | Bezeichnung    | Beschreibung | Bild           |
| -- | ----------------------- | -------------- | --- | -------------- |
|    | Wiesenstraße (Karte)    | Kirchenruine   | | Weitere Bilder |
|    | Wiesenstraße 1a (Karte) | Bahnwärterhaus | Das Bahnwärterhaus liegt im Norden des Ortsteils jenseits der Gleise der Bahnstrecke Bützow–Szczecin. An dieser Stelle gibt es keinen Bahnübergang mehr, das Gebäude wird als Wohnhaus genutzt. | Bahnwärterhaus |
|    | Wiesenstraße 15 (Karte) | ehem. Schule   | | ehem. Schule   |

### Weitin
| ID | Lage                                                            | Bezeichnung                                   | Beschreibung | Bild        |
| -- | --------------------------------------------------------------- | --------------------------------------------- | ------------ | ----------- |
|    | Dorfstraße 20 (Karte)                                           | Fachwerkhaus, Wohnhaus mit Wirtschaftsgebäude |              |             |
|    | Dorfstraße                                                      | Alter Friedhof mit 4 historischen Grabsteinen |              |             |
|    | Dorfstraße (Karte)                                              | Kirche                                        |              | Kirche      |
|    |                                                                 | Kriegerdenkmal 1914/18                        |              |             |
|    | Stavenhagener Straße (an der Abzweigung nach Wulkenzin) (Karte) | Meilenstein                                   |              | Meilenstein |
|    | Stavenhagener Straße (am Ortsausgang nach Westen) (Karte)       | Meilenstein                                   |              | Meilenstein |

## Quelle
- Denkmalliste der Stadt Neubrandenburg